# Дом собраний
Дом собраний (фин. Seurahuone, швед. Societetshus) — тип здания общественного назначения, получивший распространение в Финляндии и Швеции в XIX веке.

## История

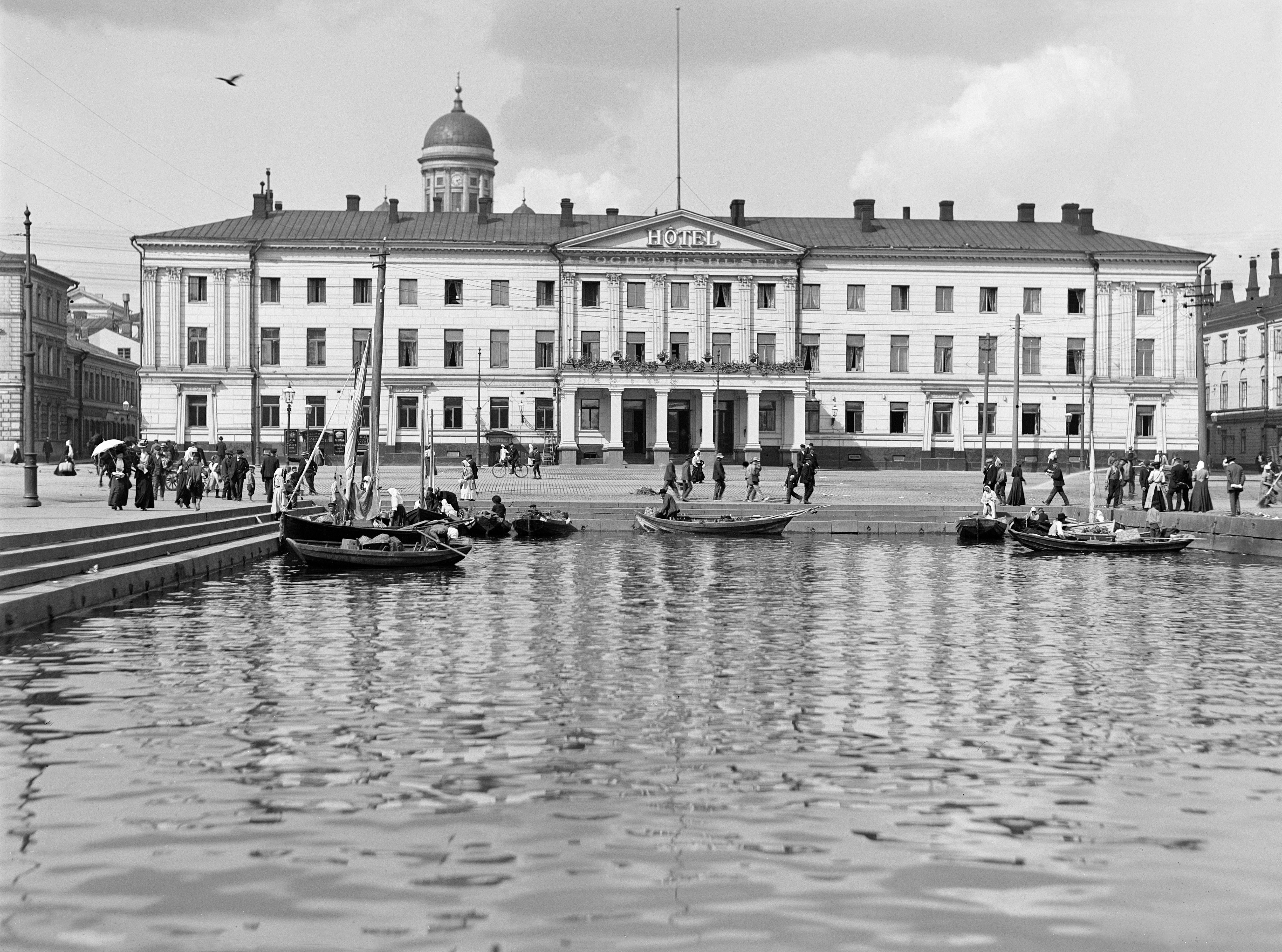
Здание гельсингфорсского Дома собраний до приспособления под ратушу

После 1809 года, с переходом территории Великого княжества Финляндского в состав Российской империи, в городах Финляндии на средства специально создаваемых акционерных обществ стали возводиться здания по образцу имевшихся во всех губернских городах империи домов дворянских собраний, предназначенные для проведения официальных мероприятий, праздников, концертов, торжественных обедов и великосветских балов. Первое такое здание было построено в столичном Або в 1812 году, затем «дома собраний» открылись во многих городах Финляндии, а также в некоторых городах Швеции. 
Большой известностью пользовался открытый в 1833 году гельсингфорсский дом собраний, ставший центром светской жизни столицы Финляндии. Его важнейшей частью был танцевальный зал высотой в два этажа и площадью  351 кв. м. Он активно использовался и как концертный зал; в других помещениях размещались ресторан и гостиница.
К концу XIX века, с развитием органов городского самоуправления и расширением сети городских учреждений, на первый план вышли гостиничные функции; некоторые «дома собраний» были реконструированы. Например, здание абоского дома собраний заняла ратуша, а в XX веке помещения домов заняли Ратуша Хельсинки, Выборгская ратуша и ратуша Оулу. Тем не менее, даже после провозглашения независимости Финляндии в ней продолжали возводить гостиницы с ресторанами под названием «Сеурахуоне» (Seurahuone); в настоящее время насчитывается около 80 гостиниц с таким названием.

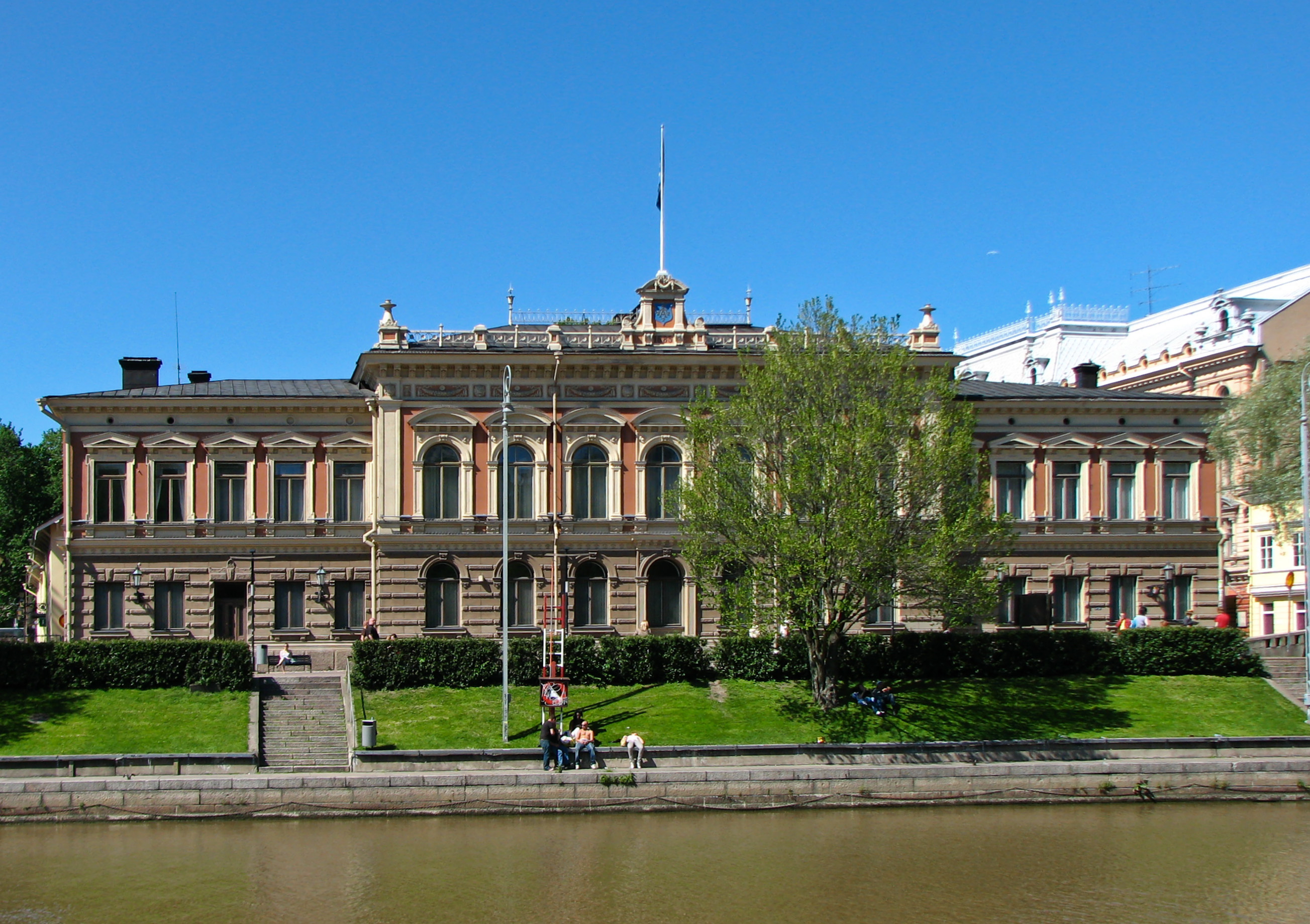
Ратуша Турку (бывший Абоский дом собраний)
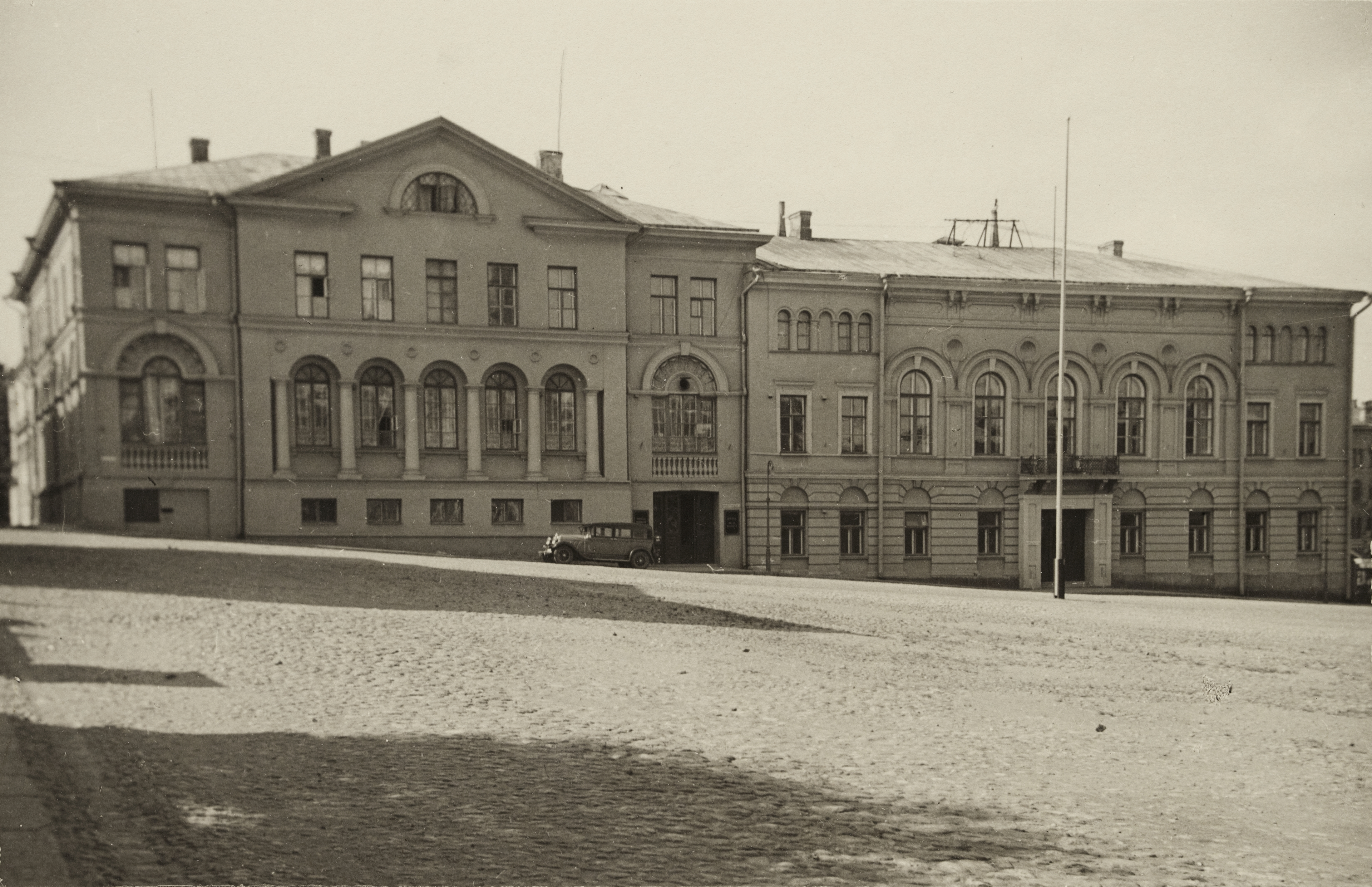
Здание Выборгского дома собраний (слева) и новой ратуши (справа) до реконструкции 1934 года
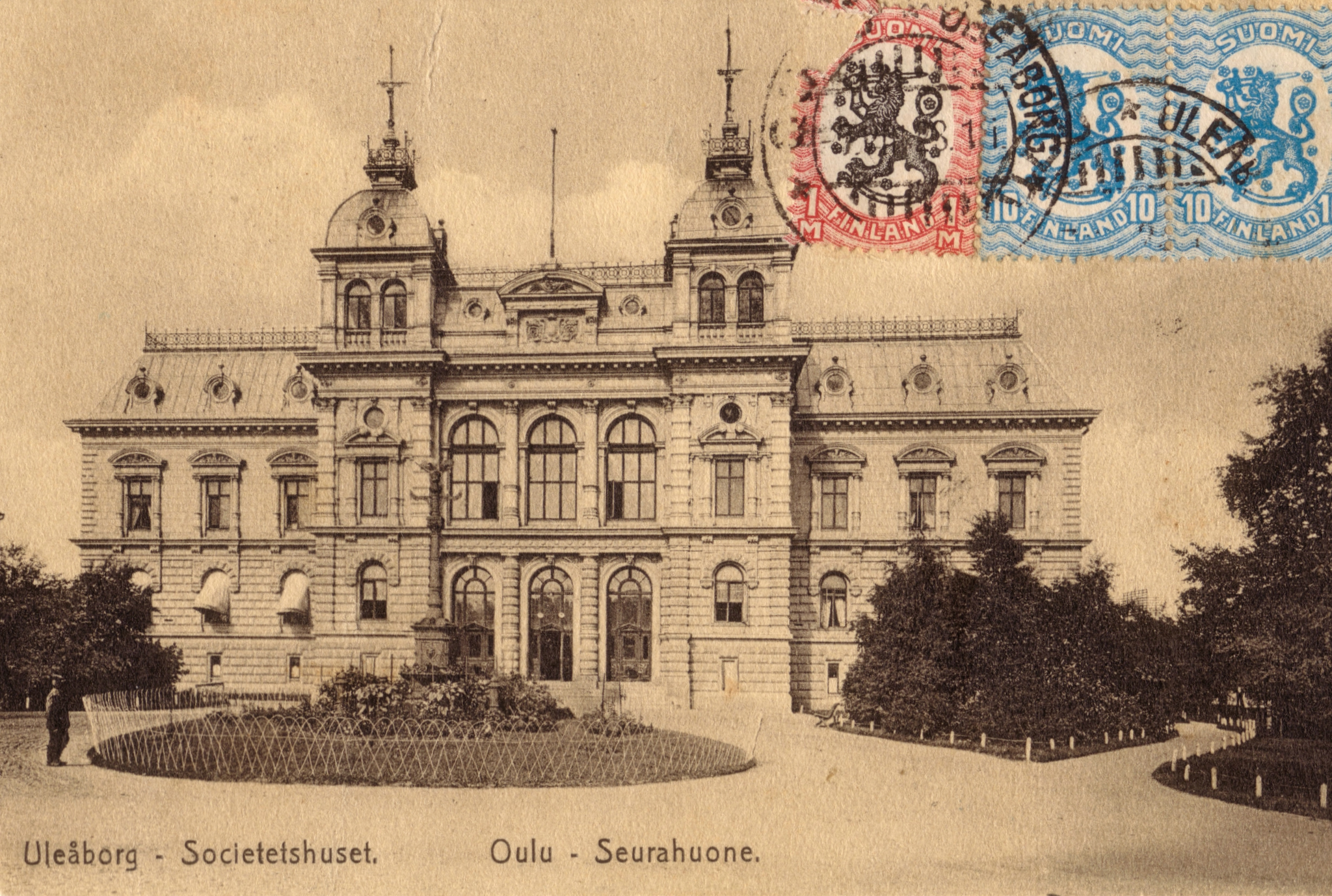
Дом собраний Оулу (до реконструкции в ратушу)
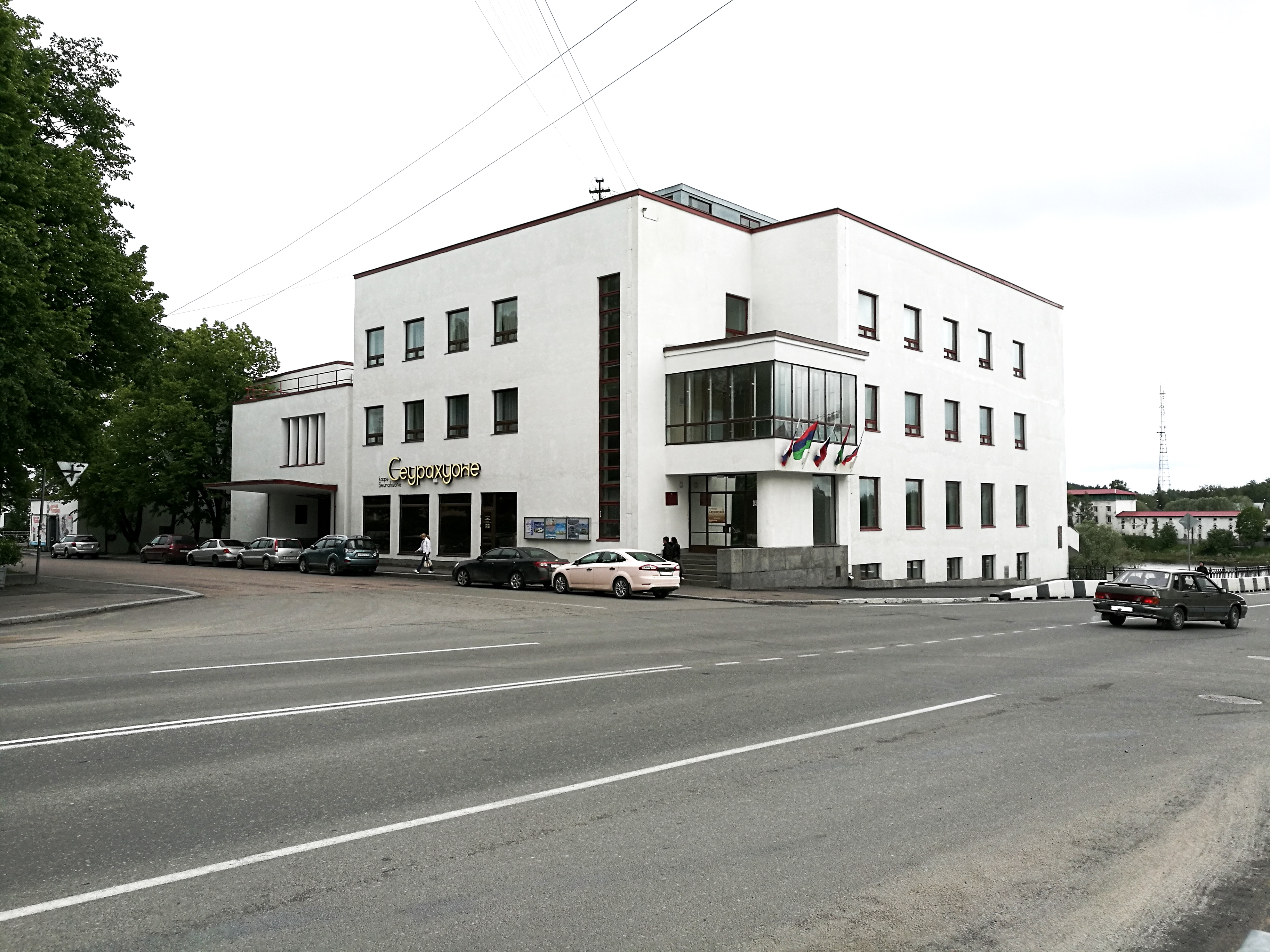
Гостиница в Сортавале